# Rötliche Bernsteinschnecke
Die Rötliche Bernsteinschnecke (Oxyloma sarsii) ist eine Schneckenart der Familie der Bernsteinschnecken (Succineidae) aus der Unterordnung der Landlungenschnecken (Stylommatophora). 

## Merkmale
Das Gehäuse ist 12 bis 15 mm, ausnahmsweise auch bis 20 mm hoch und 6 bis 9 mm breit. Das Gehäuse des lebenden Tieres erscheint durch den dunklen Weichkörper dunkelgrau bis schwarz. Das leere Gehäuse ist bernsteinfarben und durchscheinend. Es hat drei rasch zunehmende Windungen. Die Schale ist dünn, die Oberfläche glänzend mit groben, etwas unregelmäßigen Anwachsstreifen versehen. Die Naht ist deutlich ausgeprägt und relativ tief. Die Mündung ist schmal eiförmig mit zugespitztem oberen Ende. Der untere Mündungsrand ist oft nur leicht gebogen; dadurch wirkt die Mündung auch leicht dreieckig. Der Mündungsrand selber ist dünn und außen nur wenig lippig verdickt.
Der Weichkörper weist dichtstehende, sternförmig gezackte Pigmentflecken auf, dadurch erscheint er sehr dunkel bis fast schwarz. Die Sohle ist blass, fast durchscheinend.  
Im Geschlechtsapparat ist der Penis relativ lang mit einer Anschwellung am Apex und einem inneren, aufgerollten Epiphallus. Er ist komplett von einer Penishülle umgeben. Im Inneren des Penis befinden sich unregelmäßige Längsfalten. Der Samenleiter dringt am Apex in den Penis ein. Auch der Penisretraktormuskel setzt am Apex des Penis an. Die Vagina ist sehr lang und wird zum Ansatz der Samenblase hin sehr schmal, der Stiel der rundlichen Samenblase ist sehr weit vom Eingang der Vagina entfernt. Der Eileiter ist vergleichsweise kurz, der schlanke Stiel der Samenblase ist ebenso vergleichsweise kurz.

### Ähnliche Arten
Das Gehäuse ähnelt dem der nahe verwandten Schlanken Bernsteinschnecke (Oxyloma elegans); anhand der Gehäuse können die beiden Arten nicht sicher unterschieden werden. Es ist in der Regel etwas größer und schlanker als das der Schlanken Bernsteinschnecke. Die Seitenlinie ist flacher. Im Geschlechtsapparat der Rötlichen Bernsteinschnecke ist der Penis etwas länger und die Vagina sehr viel länger. Bei der Schlanken Bernsteinschnecke ist die Vagina sehr kurz und weit, der Stiel der Samenblase setzt nur wenig entfernt vom Eingang der Vagina an. Der schlanke Stiel ist bei dieser Art deutlich länger als bei der Rötlichen Bernsteinschnecke.

## Geographische Verbreitung und Lebensraum
Das Verbreitungsgebiet der Rötlichen Bernsteinschnecke ist wegen der in der älteren Literatur häufigen Verwechslung mit der Schlanken Bernsteinschnecke nur ungenügend bekannt. Es reicht von Irland, Südengland über Skandinavien bis nach Nordsibirien (Jakutien). In Mitteleuropa liegen Nachweise aus Dänemark, den Niederlanden, Belgien, Deutschland, Österreich und möglicherweise auch von Norditalien vor. Ansonsten fehlt sie in West- und Südeuropa. Sie kommt aber „wahrscheinlich“ auch in Bulgarien vor. Ein Nachweis von Oxyloma pfeifferi (ein Synonym von Oxyloma sarsii) in Nordwestafrika müsste überprüft werden.
Sie lebt an den Rändern von Mooren, Sümpfen, Seen und langsam fließenden Flüssen und Bächen mit nur wenig Vegetation, besonders auf Überflutungsflächen. Hier folgt sie der Wasserlinie und ist nie weit von stehendem Wasser entfernt. Sie kriecht in diesem Habitat auf Wasserpflanzen umher, besonders auf Schwaden (Glyceria) und schwimmenden Wasserpflanzen.

## Taxonomie
Das Taxon wurde 1886 von Birgithe Esmark als Varietät von Succinea pfeifferi Rossmässler, 1835 aufgestellt. Die ursprüngliche Schreibweise ist sarsii, die auf Grund der Regeln der zoologischen Nomenklatur nicht korrigiert werden darf. Trotzdem ist häufig die Schreibweise sarsi in der Literatur zu finden. Succinea pfeifferi ist ein Synonym von Oxyloma elegans (Risso, 1826) (Schlanke Bernsteinschnecke).

## Gefährdung
Nach Vollrath Wiese ist die Datenlage unzureichend, um die Gefährdung der Art richtig einschätzen zu können.

## Belege